# Campionati italiani estivi di nuoto 1899
I II Campionati italiani di nuoto si sono svolti a Como il 13 agosto 1899. Come nella prima edizione, è stata disputata una sola gara, quella del Miglio marino.

## Podi
| Evento | Oro             | Tempo  | Argento             | Tempo  | Bronzo           | Tempo  |
|        |                 |        |                     |        |                  |        |
| miglio | Coriolano Bozzo | 39'28" | Gaetano Crucianelli | 40'44" | Arturo Saltarini | 42'15" |